# Máxima goleada del clásico platense
La máxima goleada del clásico platense se dio en un partido de fútbol disputado el 15 de octubre de 2006 entre los dos clubes más populares de la ciudad de La Plata, Argentina, Estudiantes y Gimnasia, por la 11.ª fecha del Torneo Apertura 2006 de Primera División de la Asociación del Fútbol Argentino.

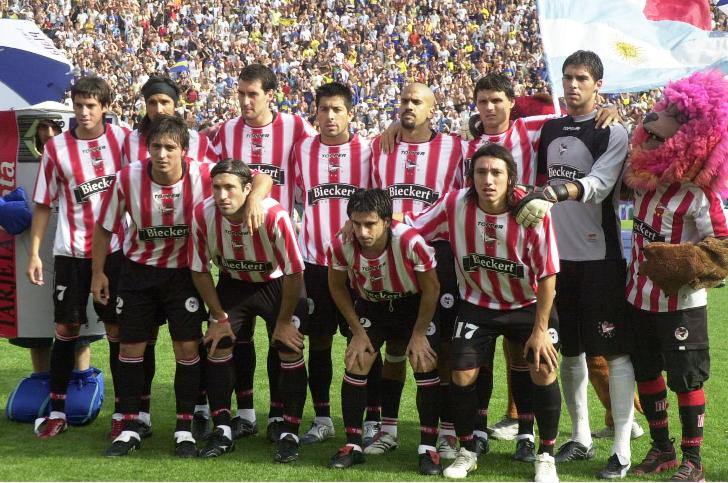
Formación de Estudiantes al consagrarse campeón del Apertura 2006 en la final contra Boca Juniors.

El marcador final de 7-0 a favor de Estudiantes es considerado un partido histórico por ser el resultado de mayor diferencia entre estos equipos, que comenzaron a enfrentarse en 1916 durante la era amateur del fútbol argentino. Fue también la mayor goleada del campeonato, ya que superó el resultado final de 7-1 del clásico que enfrentó a Boca Juniors con San Lorenzo.

## Contexto

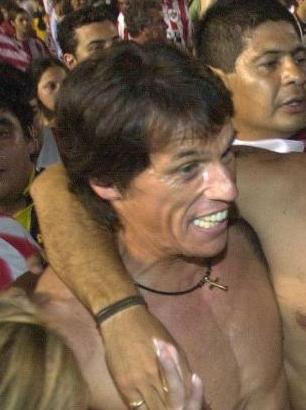
José Luis Calderón, el goleador del partido al convertir tres tantos.

Hasta el 15 de octubre de 2006, por campeonatos oficiales de Primera División organizados por la AFA desde el inicio del profesionalismo, el clásico platense se había disputado en 139 oportunidades, con una leve paridad a favor de Estudiantes, producto de 45 victorias, 50 empates y 44 triunfos de Gimnasia, aunque con una superioridad de 61 años en el historial, en el cual no queda en desventaja desde 1945.
Siendo local Estudiantes, que por primera vez lo hacía en el Estadio Ciudad de La Plata, se habían enfrentado en 70 oportunidades, con 30 victorias de Estudiantes, 23 empates y 17 triunfos visitantes, con 113 goles a favor y 87 en contra. Su último partido en esa condición ante Gimnasia había sido el 25 de agosto de 2005, también con triunfo, por 1-0, en el último clásico que disputó en su antiguo escenario, el Estadio Jorge Luis Hirschi, hasta la remodelación y reinauguración de 2019.
En total, entre el amateurismo y el profesionalismo, por torneos oficiales de Primera División y copas nacionales, hasta este partido llevaban disputados 156 encuentros, con 51 victorias de Estudiantes, 49 de Gimnasia y 56 igualdades.
Fue el primer partido oficial de Juan Sebastián Verón, capitán y referente de Estudiantes y con una larga trayectoria en el fútbol europeo, enfrentando a Gimnasia, debido a que antes de ser transferido, en el encuentro que ambos disputaron por la última jornada del Torneo Apertura 1995, con victoria de Estudiantes por 3-0 en el Estadio Juan Carmelo Zerillo, no había podido jugar por estar suspendido.
Estudiantes, dirigido por Diego Simeone, llegaba de vencer a Lanús por 3-0, como visitante, y se mantenía en los puestos de vanguardia del campeonato, tercero, detrás de Boca Juniors y River Plate; Gimnasia, de campaña irregular en el torneo local, había logrado cuatro días antes la clasificación para los cuartos de final de la Copa Sudamericana al eliminar a Fluminense de Brasil.
El triunfo por 7-0 formó parte de una serie de diez victorias consecutivas (igualó el récord obtenido en la temporada 1967) que le permitieron a Estudiantes alcanzar a Boca Juniors en la primera colocación del Torneo Apertura 2006, en la última fecha, forzando un partido final de desempate: Estudiantes lo ganó por 2-1 y se consagró campeón de Primera División del fútbol argentino por cuarta vez en el profesionalismo.
Con esta victoria, Estudiantes comenzaría a forjar desde 2006 una racha favorable inédita en el historial del clásico platense, que, al 
Campeonato de Primera División 2024, lo ubica con 14 partidos de ventaja sobre Gimnasia (60 victorias contra 46) en torneos oficiales de Primera División de la era profesional, la máxima diferencia de un equipo sobre otro en toda la historia; y, en adición, desde este enfrentamiento inaugural en el Estadio Ciudad de La Plata mantiene un invicto de 15 partidos jugando ante Gimnasia en este escenario, con 10 victorias y 5 empates, ya que nunca en la historia fue derrotado.

### Máximas goleadas en enfrentamientos previos
Estudiantes de La Plata registra a su favor las máximas goleadas a lo largo de la historia del clásico platense. Hasta el 7-0 logrado el 15 de octubre de 2006, se había impuesto tres veces por 6-1 (en los campeonatos de Primera División de 1932 y 1948 y en el Metropolitano 1968, este último en condición de visitante) y una por 5-1, en el Nacional de 1971. Gimnasia, en tanto, obtuvo su máxima ventaja cuando venció por 5-2 en la temporada 1963.
A continuación, se detallan las goleadas de ambos equipos en partidos oficiales del fútbol argentino, de las eras amateur y profesional, en las que el vencedor logró sacar al menos tres goles de diferencia:
| Fecha                    | Lugar    | Partido     | Partido                     | Partido | Partido                     | Partido     |
| ------------------------ | -------- | ----------- | --------------------------- | ------- | --------------------------- | ----------- |
| 15 de octubre de 2006    | La Plata | Estudiantes | Estudiantes de La Plata     | 7:0     | Gimnasia y Esgrima La Plata | Gimnasia    |
| 7 de julio de 1968       | La Plata | Gimnasia    | Gimnasia y Esgrima La Plata | 1:6     | Estudiantes de La Plata     | Estudiantes |
| 5 de septiembre de 1948  | La Plata | Estudiantes | Estudiantes de La Plata     | 6:1     | Gimnasia y Esgrima La Plata | Gimnasia    |
| 13 de marzo de 1932      | La Plata | Estudiantes | Estudiantes de La Plata     | 6:1     | Gimnasia y Esgrima La Plata | Gimnasia    |
| 27 de noviembre de 1971  | La Plata | Estudiantes | Estudiantes de La Plata     | 5:1     | Gimnasia y Esgrima La Plata | Gimnasia    |
| 25 de agosto de 1963     | La Plata | Gimnasia    | Gimnasia y Esgrima La Plata | 5:2     | Estudiantes de La Plata     | Estudiantes |
| 28 de julio de 2024      | La Plata | Estudiantes | Estudiantes de La Plata     | 4:1     | Gimnasia y Esgrima La Plata | Gimnasia    |
| 12 de junio de 2005      | La Plata | Gimnasia    | Gimnasia y Esgrima La Plata | 4:1     | Estudiantes de La Plata     | Estudiantes |
| 10 de diciembre de 1972  | La Plata | Estudiantes | Estudiantes de La Plata     | 1:4     | Gimnasia y Esgrima La Plata | Gimnasia    |
| 25 de noviembre de 1970  | La Plata | Gimnasia    | Gimnasia y Esgrima La Plata | 4:1     | Estudiantes de La Plata     | Estudiantes |
| 27 de septiembre de 1970 | La Plata | Estudiantes | Estudiantes de La Plata     | 4:1     | Gimnasia y Esgrima La Plata | Gimnasia    |
| 17 de noviembre de 1940  | La Plata | Estudiantes | Estudiantes de La Plata     | 4:1     | Gimnasia y Esgrima La Plata | Gimnasia    |
| 14 de septiembre de 1930 | La Plata | Estudiantes | Estudiantes de La Plata     | 4:1     | Gimnasia y Esgrima La Plata | Gimnasia    |
| 13 de marzo de 2016      | La Plata | Estudiantes | Estudiantes de La Plata     | 3:0     | Gimnasia y Esgrima La Plata | Gimnasia    |
| 29 de agosto de 2009     | La Plata | Estudiantes | Estudiantes de La Plata     | 3:0     | Gimnasia y Esgrima La Plata | Gimnasia    |
| 18 de marzo de 1998      | La Plata | Gimnasia    | Gimnasia y Esgrima La Plata | 3:0     | Estudiantes de La Plata     | Estudiantes |
| 17 de diciembre de 1995  | La Plata | Gimnasia    | Gimnasia y Esgrima La Plata | 0:3     | Estudiantes de La Plata     | Estudiantes |
| 5 de agosto de 1967      | La Plata | Estudiantes | Estudiantes de La Plata     | 3:0     | Gimnasia y Esgrima La Plata | Gimnasia    |
| 29 de julio de 1928      | La Plata | Gimnasia    | Gimnasia y Esgrima La Plata | 0:3     | Estudiantes de La Plata     | Estudiantes |
| 18 de diciembre de 1927  | La Plata | Gimnasia    | Gimnasia y Esgrima La Plata | 0:3     | Estudiantes de La Plata     | Estudiantes |
| 1 de julio de 1917       | La Plata | Estudiantes | Estudiantes de La Plata     | 3:0     | Gimnasia y Esgrima La Plata | Gimnasia    |

1. ↑  Se determina como goleada a los partidos de fútbol en los que el equipo ganador logra una diferencia de al menos tres goles.
2. ↑  El partido se disputó en el Estadio Jorge Luis Hirschi, aunque oficialmente tuvo carácter neutral por ser un enfrentamiento correspondiente al interzonal del Campeonato Nacional.

## Estadio Ciudad de La Plata

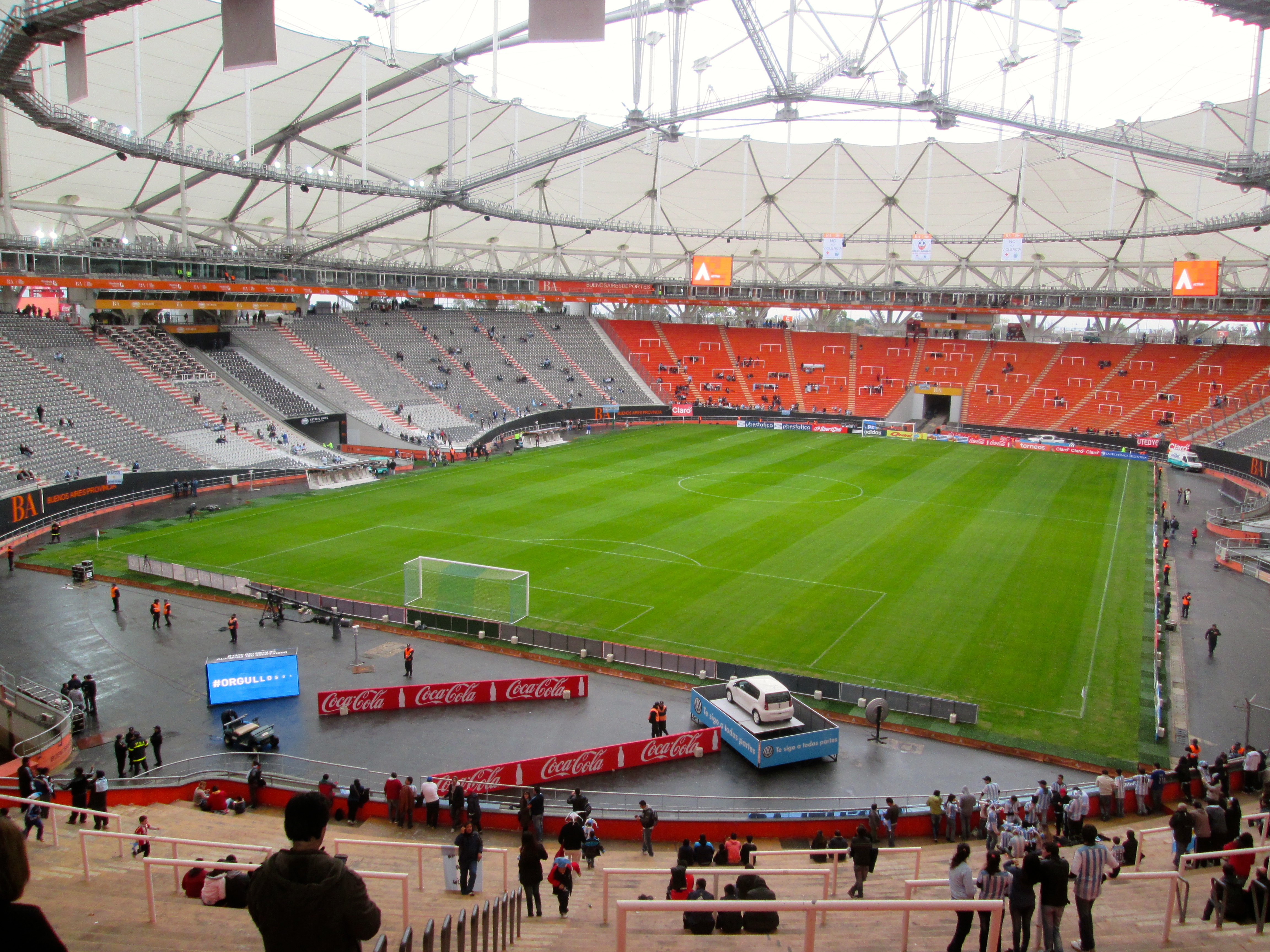
Estadio Ciudad de La Plata.

El escenario del partido fue el Estadio Ciudad de La Plata, que por segunda vez en la historia era sede del clásico platense. Está ubicado en la localidad homónima, en un predio parquizado entre las avenidas 32 y 526, 25 y la calle 21. También se lo conoce popularmente con el nombre anterior de Estadio Único y es propiedad de la Provincia de Buenos Aires, administrado en conjunto por el Gobierno bonaerense, la Municipalidad de La Plata y los clubes Estudiantes de La Plata y Gimnasia y Esgrima.
Inaugurado parcialmente el 7 de junio de 2003, y completadas las obras proyectadas el 17 de febrero de 2011, el Estadio Ciudad de La Plata es uno de los más modernos del país. Lo utilizó con regularidad, en condición de local y durante más de una década, Estudiantes de La Plata. Fue entre 2006 y 2009 y luego entre 2011 y 2019, año en el que reinauguró su histórica cancha, el Estadio Jorge Luis Hirschi. También lo utilizó Gimnasia y Esgrima, entre 2006 y 2008, cuando volvió a habilitar su estadio; Everton, durante partidos correspondientes al Torneo Federal B; y La Plata Fútbol Club. No obstante, tanto Estudiantes como Gimnasia pueden actuar como local cada vez que así lo decidieran. Asimismo, esporádicamente, se han organizado partidos de fútbol de la Selección Argentina.

## Desarrollo
El domingo 15 de octubre de 2006, en el Estadio Ciudad de La Plata, donde fue local por primera vez, Estudiantes goleó a Gimnasia por 7-0 y logró el resultado de mayor diferencia en la historia del clásico de La Plata.
El partido, que correspondió a la 11.ª fecha del Torneo Apertura 2006 y fue el enfrentamiento Nº140 entre estos equipos en la era profesional de la Primera División del fútbol argentino, fue dirigido por Héctor Baldassi y debió ser suspendido durante cinco minutos por incidentes, sobre el final del encuentro, entre la policía y algunos simpatizantes de Gimnasia. El árbitro, ante la diferencia de siete goles y tras un pedido de los propios jugadores, dio por finalizado el clásico prematuramente, sin marcar tiempo adicional, a pesar de los minutos en que el partido estuvo demorado. Los goles de Estudiantes fueron marcados por José Luis Calderón (3), Diego Galván (2), Mariano Pavone y Pablo Lugüercio.

«Se jugó muy simple. No sobramos nunca porque cuando uno pierde no le gusta que le hagan eso. De todas formas, siempre fuimos para adelante y si podían hacerse diez goles, se los hacía»
José Luis Calderón.

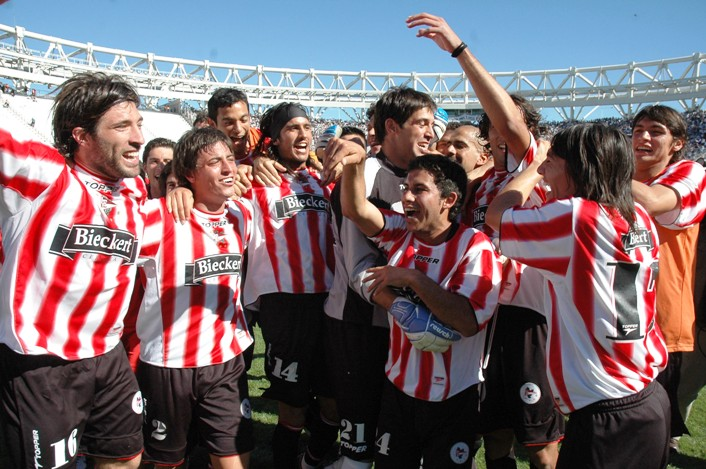
El festejo de los jugadores de Estudiantes de La Plata al finalizar el partido.

Las acciones del encuentro tuvieron desde el comienzo un solo dominador: Estudiantes de La Plata. De entrada, casi sin darle tiempo a su rival para acomodarse en el campo de juego, convirtió el primer tanto: Diego Galván conectó de palomita un centro de Juan Sebastián Verón y puso en ventaja al conjunto local. Después del gol, el equipo de Diego Simeone se apoderó de la pelota y Esteban González y Matías Escobar, la pareja de mediocampistas centrales del conjunto visitante, apenas podían recuperar la pelota. Tampoco Nicolás Cabrera se consiguió consolidar como una buena alternativa para llevar la pelota y tanto Juan Cuevas como Santiago Silva, muy aislados, no participaban del juego.
El planteo que desplegó Gimnasia para buscar la igualdad desembocó en un nuevo tanto de Estudiantes, otra vez por intermedio de un tiro libre, esta vez ejecutado por Fernando Ortiz y conectado por Calderón que, anticipándose a Marcelo Goux, marcó de cabeza junto al palo izquierdo. Gimnasia intentó adelantar sus líneas y se desprotegió en la defensa. Y una vez más, Estudiantes sacó ventaja de esa situación: Pavone recibió un pase de Verón y estiró la diferencia a tres goles.

«... Me puse en la piel de los que están enfrente y no es lindo perder un partido así. Pero esto es un juego y no hay que dramatizar»
Juan Sebastián Verón.

Gimnasia encaró el entretiempo con un 0-3 y con el dilema de intentar la recuperación o evitar una derrota más amplia. Enseguida, Galván, después de un error de Germán Basualdo (un minuto después se iría expulsado por agredir al defensor Pablo Álvarez), que dejó pasar un centro de José Sosa, puso el 4-0.
El partido ya había perdido hasta la mínima condición de tal. Con casi la mitad del tiempo por jugarse, en el aire estaba instalada la sensación de que la cuenta de goles dependería del rigor o la clemencia de Estudiantes, lo que se agudizó con la expulsión del mediocampista de Gimnasia, Matías Escobar, por un golpe contra Marcos Angeleri. Tras ello, se desencadenaron dos goles más de Calderón (máximo artillero del partido con tres tantos) y uno de Lugüercio que extendieron la goleada a 7-0.

### Ficha del partido
| 21         | Guardameta     | Mariano Andújar      |     |
| 14         | Defensa        | Marcos Angeleri      |     |
| 6          | Defensa        | Agustín Alayes       |     |
| 19         | Defensa        | Fernando Ortiz       |     |
| 2          | Defensa        | Pablo Álvarez        |     |
| 7          | Centrocampista | José Sosa            | 71' |
| 22         | Centrocampista | Rodrigo Braña        | 67' |
| 11         | Centrocampista | Juan Sebastián Verón |     |
| 20         | Centrocampista | Diego Galván         | 73' |
| 16         | Delantero      | Mariano Pavone       |     |
| 9          | Delantero      | José Luis Calderón   |     |
| Entrenador | Entrenador     | Diego Simeone        |     |

| 1          | Guardameta     | Juan Carlos Olave |     |
| 3          | Defensa        | Diego Herner      |     |
| 2          | Defensa        | Jorge San Esteban | 45' |
| 6          | Defensa        | Marcelo Goux      |     |
| 32         | Defensa        | Lucas Landa       |     |
| 20         | Centrocampista | Germán Basualdo   |     |
| 5          | Centrocampista | Matías Escobar    |     |
| 23         | Centrocampista | Esteban González  |     |
| 16         | Centrocampista | Nicolás Cabrera   |     |
| 35         | Delantero      | Juan Cuevas       | 52' |
| 9          | Delantero      | Santiago Silva    |     |
| Entrenador | Entrenador     | Pedro Troglio     |     |

|  | Centrocampista | Gonzalo Saucedo | 67' |
|  | Centrocampista | Juan Cominges   | 71' |
|  | Delantero      | Pablo Lugüercio | 73' |

|  | Delantero | Luciano Leguizamón | 45' |
|  | Defensa   | Gustavo Semino     | 52' |

| 3'  |  | Diego Galván       | 1:0 |
| 23' |  | José Luis Calderón | 2:0 |
| 34' |  | Mariano Pavone     | 3:0 |
| 50' |  | Diego Galván       | 4:0 |
| 72' |  | José Luis Calderón | 5:0 |
| 76' |  | Pablo Lugüercio    | 6:0 |
| 84' |  | José Luis Calderón | 7:0 |

| 4'  |  | Diego Galván    |
| 47' |  | Mariano Pavone  |
| 77' |  | Pablo Lugüercio |

| 32' |  | Santiago Silva   |
| 40' |  | Diego Herner     |
| 44' |  | Esteban González |

| 51' |  | Germán Basualdo |
| 69' |  | Matías Escobar  |

| Árbitro             | Héctor Baldassi      |
| Árbitros asistentes | Bandera de Argentina |
| Árbitros asistentes | Sergio Cagni         |

| 21         | Guardameta     | Mariano Andújar      |     |
| 14         | Defensa        | Marcos Angeleri      |     |
| 6          | Defensa        | Agustín Alayes       |     |
| 19         | Defensa        | Fernando Ortiz       |     |
| 2          | Defensa        | Pablo Álvarez        |     |
| 7          | Centrocampista | José Sosa            | 71' |
| 22         | Centrocampista | Rodrigo Braña        | 67' |
| 11         | Centrocampista | Juan Sebastián Verón |     |
| 20         | Centrocampista | Diego Galván         | 73' |
| 16         | Delantero      | Mariano Pavone       |     |
| 9          | Delantero      | José Luis Calderón   |     |
| Entrenador | Entrenador     | Diego Simeone        |     |

| 1          | Guardameta     | Juan Carlos Olave |     |
| 3          | Defensa        | Diego Herner      |     |
| 2          | Defensa        | Jorge San Esteban | 45' |
| 6          | Defensa        | Marcelo Goux      |     |
| 32         | Defensa        | Lucas Landa       |     |
| 20         | Centrocampista | Germán Basualdo   |     |
| 5          | Centrocampista | Matías Escobar    |     |
| 23         | Centrocampista | Esteban González  |     |
| 16         | Centrocampista | Nicolás Cabrera   |     |
| 35         | Delantero      | Juan Cuevas       | 52' |
| 9          | Delantero      | Santiago Silva    |     |
| Entrenador | Entrenador     | Pedro Troglio     |     |

|  | Centrocampista | Gonzalo Saucedo | 67' |
|  | Centrocampista | Juan Cominges   | 71' |
|  | Delantero      | Pablo Lugüercio | 73' |

|  | Delantero | Luciano Leguizamón | 45' |
|  | Defensa   | Gustavo Semino     | 52' |

| 3'  |  | Diego Galván       | 1:0 |
| 23' |  | José Luis Calderón | 2:0 |
| 34' |  | Mariano Pavone     | 3:0 |
| 50' |  | Diego Galván       | 4:0 |
| 72' |  | José Luis Calderón | 5:0 |
| 76' |  | Pablo Lugüercio    | 6:0 |
| 84' |  | José Luis Calderón | 7:0 |

| 4'  |  | Diego Galván    |
| 47' |  | Mariano Pavone  |
| 77' |  | Pablo Lugüercio |

| 32' |  | Santiago Silva   |
| 40' |  | Diego Herner     |
| 44' |  | Esteban González |

| 51' |  | Germán Basualdo |
| 69' |  | Matías Escobar  |

| Árbitro             | Héctor Baldassi      |
| Árbitros asistentes | Bandera de Argentina |
| Árbitros asistentes | Sergio Cagni         |